# Amber Coffman
Amber Dawn Coffman (Austin, 15 giugno 1984) è una cantante e musicista statunitense.

## Biografia
Nata a Austin (Texas), è cresciuta in California. Dal 2005 al 2007 circa ha fatto parte del gruppo Sleeping People, nato a San Diego e di stampo math rock.
Dopo essersi trasferita a New York all'età di 22 anni, nel 2007 è entrata a far parte della formazione del gruppo indie rock Dirty Projectors come chitarrista e vocalist. Con la band ha contribuito alla realizzazione di tre album in studio e di due EP.
Nel 2012 ha collaborato con Major Lazer e Diplo per il brano Get Free. Ha collaborato anche con J. Cole per il brano She Knows, dall'album Born Sinner.
Nel 2013 ha concluso la sua esperienza artistica con i Dirty Projectors.
Nel 2014 ha partecipato all'album Neon Icon di Riff Raff per il brano Cool It Down. Inoltre ha collaborato anche con Snoop Lion e T.I. per No Regrets e con Frank Ocean per Nikes.
Nel giugno 2017 ha pubblicato il suo primo album solista City of No Reply, prodotto da David Longstreth.

## Discografia

### Solista
- 2017 - City of No Reply

### Dirty Projectors
- 2007 - Rise Above
- 2009 - Bitte Orca
- 2010 - Mount Wittenberg Orca (EP, con Björk)
- 2012 - Swing Lo Magellan
- 2012 - About to Die (EP)

### Sleeping People
- 2007 - Growing